# Loepa formosensis
Loepa formosensis este o specie de molie din familia Saturniidae. Este întâlnită în Taiwan. 